# Cronologia da biologia
Esta cronologia sobre biologia lista eventos significativos no desenvolvimento desta área do conhecimento desde antes do século XVII até o presente.

## Antes de 1600
- c. 520 a.C. – Alcmaeon de Croton faz a distinção entre veias e artérias e descobre o nervo óptico.
- c. 450 a.C. – Sushruta escreve o Sushruta Samhita, cuja versão datada do século III já incluía descrições de mais de 120 instrumentos e 300 procedimentos cirúrgicos, classificava a cirurgia humana em oito categorias e introduzia a cirurgia estética.
- c. 450 a.C. – Xenófanes examinou fósseis e especulou sobre a evolução da vida.
- c. 380 a.C. – Díocles escreve o livro de anatomia mais antigo de que se tem registro, incluindo o uso do termo anatomia.
- c. 350 a.C. – Aristóteles produz uma das primeiras classificações dos animais. Seus trabalhos incluem Historion Animalium (sobre biologia dos animais em geral), De Partibus Animalium (anatomia comparada e fisiologia dos animais) e De Generatione Animalium (biologia do desenvolvimento).
- c. 300 a.C. – Theofrasto produz os primeiros compêndios de botânica, incluindo Historia plantarum (sobre biologia e uma classificação das plantas com base em suas estruturas reprodutivas) e De causis plantarum (sobre fisiologia vegetal).
- c. 300 a.C. – Herófilo disseca o corpo humano.
- c. 50–70 d.C. – Plínio, o Velho (Gaius Plinius Secundus) publica Historia Naturalis, obra enciclopédica em 37 tomos que continuou sendo usada como referência em conhecimento geral ocidental durante vários séculos.
- 130–200 – Cláudio Galeno escreve seus tratados sobre anatomia humana.
- c. 1010 — Avicena (Abu Ali al Hussein ibn Abdallah ibn Sina) publica O Cânone da Medicina.
- 1543 – Andreas Vesalius publica o tratado de anatomia De humani corporis fabrica.

## 1600–1699
- 1628 – William Harvey publica Exercitatio Anatomica de Motu Cordis et Sanguinis in Animalibus, descrevendo a circulação de sangue e fisiologia do coração no corpo de diversos animais.
- 1648 – Publicação dos estudos de Jan Baptist van Helmont a respeito de nutrição de árvores (salgueiros),[1] em que mostrava que plantas crescem absorvendo água, inferência considerada precursora da descoberta da fotossíntese.
- 1651 – William Harvey publica Exercitationes de Generatione Animalium, precursor de estudos embriológicos, em que conclui que todos os animais, incluindo mamíferos, devem se desenvolver a partir de ovos ("ex ovo omnia") (embora óvulos de mamíferos só tenham sido formalmente descritos 200 anos depois, por von Baer),[2] e que a geração espontânea de animais a partir de lama ou excremento era uma impossibilidade.
- 1665 – Robert Hooke observa células analisando cortiça sob um microscópio.
- 1666 – Marcello Malpighi publica descrições de diferentes tipos de glóbulos sanguíneos e o processo de coagulação em De polypo cordis.
- 1678 – Jan Swammerdam observa e descreve hemácias.
- 1668 – Francesco Redi refuta a geração espontânea ao mostrar que larvas de moscas só aparecem em pedaços de carne em potes se os potes estiverem abertos ao ar. Frascos cobertos com gaze não continham moscas.
- 1672 – Marcello Malpighi publica a primeira descrição do desenvolvimento de embriões de galinhas, incluindo a formação de somitos musculares, circulação e sistema nervoso.
- 1676-1683 – Anton van Leeuwenhoek observa protozoários (1676, como "animálculos"), espermatozóides (1677) e bactérias (1683) sob microscópio. Essas descobertas reacendem discussões sobre a geração espontânea de microrganismos.

## 1700–1799
- 1753 – Publicação do Species Plantarum por Lineu, com a introdução do sistema binomial de nomenclatura para plantas. Esta publicação é considerada o ponto de partida para a nomenclatura botânica.
- 1758 – Publicação da décima edição do Systema Naturae por Lineu, com a introdução do sistema binomial de nomenclatura para animais. Esta publicação é considerada o ponto de partida para a nomenclatura zoológica, de acordo com o ICZN.
- 1759 – Kaspar Friedrich Wolff publica a tese Theoria Generationis (publicada posteriormente em versão expandida em alemão), afirma que os tecidos de embriões de galinha em desenvolvimento se formam, não sendo simplesmente elaborações de estruturas preexistentes no ovo, resgatando a teoria da epigênese do desenvolvimento embrionário e refutando o preformismo.
- 1765 – Lazzaro Spallanzani publica suas teses Saggio di osservazioni microscopiche concernenti il sistema della generazione de' signori di Needham e Buffon e De lapidibus ab aqua resilientibus, refutando os experimentos de Needham e Buffon sobre geração espontânea.[3]
- 1768 – Lazzaro Spallanzani publica Prodromo di un'Opera da imprimersi sopra le riproduzioni animali, mais tarde continuado em outros textos relatando experimentos com fertilização artificial, demonstrando que para a formação de um embrião era necessário que o espermatozóide fecundasse o óvulo.[3]
- 1774-1776 – Joseph Priestley publica Experiments and Observations on Different Kinds of Air, em que caracteriza diversos gases, entre eles, o oxigênio.
- 1798 – Thomas Malthus publica anonimamente seus ensaios sobre o crescimento da população humana e a finitude da produção de alimentos em An Essay on the Principle of Population.

## 1800–1899
- 1801 – Jean-Baptiste Lamarck publica Système des Animaux sans Vertebres, um significante trabalho sobre classificação dos invertebrados. Entre suas contribuições, separou anelídeos, equinodermos, aracnídeos e crustáceos do antigo grupo referido como "Vermes". Lamarck foi o primeiro a classificar aracnídeos e crustáceos separados dos insetos.
- 1802 – O termo biologia em seu sentido moderno é proposto independentemente por Gottfried Reinhold Treviranus (em Biologie oder Philosophie der lebenden Natur) e Lamarck (em Hydrogéologie). A palavra havia sido cunhada em 1800 por Karl Friedrich Burdach.
- 1809 – Lamarck propõe uma hipótese evolutiva em Philosophie Zoologique, desenvolvendo o que já havia começado a discutir em Recherches sur l'Organisation des Corps Vivants (1802). Sua hipótese sugeria 1) uma força levando organismos a crescente complexidade (ortogênese e escala evolutiva) e 2) forças adaptativas (uso e desuso, herança dos caracteres adquiridos).
- 1817 – Pierre-Joseph Pelletier e Joseph Bienaimé Caventou isolam a clorofila.
- 1820 – Christian Friedrich Nasse sugere que a hemofilia ocorre apenas em homens e seria transmitida por mulheres não afetadas.
- 1826 – Karl von Baer mostra que os ovos de mamíferos são produzidos nos ovários.
- 1828 – Friedrich Woehler sintetiza a ureia; primeira síntese de um composto orgânico a partir de materiais inorgânicos.
- 1836 – Theodor Schwann descobre a pepsina em extratos do revestimento do estômago; primeiro isolamento de uma enzima animal.
- 1837 – Theodor Schwann mostra com uma série de experimentos que não ocorria putrefação ou fermentação quando o ar era esterilizado por aquecimento. Seus experimentos serviram de ponto de partida para o trabalho de Pasteur que resultou na demonstração de que a fermentação era um processo biológico[4].
- 1838 – Matthias Schleiden propõe que as plantas são compostas de células em Beiträge zur Phytogenesis.
- 1839 – Theodor Schwann propõe que os tecidos animais são compostos de células. Schwann e Schleinden argumentam que as células são as partículas elementares da vida tanto em animais quanto em plantas, formalizando a Teoria Celular com a publicação por Schwann de Mikroskopische Untersuchungen über die Uebereinstimmung in der Struktur und dem Wachsthum der Thiere und Pflanzen.
- 1843 – Martin Barry relata a fusão de um espermatozoide e um óvulo de coelho em artigo publicado no Philosophical Transactions of the Royal Society.
- 1857-1858 – Louis Pasteur descreve o processo de fermentação realizado por microrganismos frente à Société des Sciences de Lille, publicando Mémoire sur la fermentation appelée lactique e Mémoire sur la fermentation alcoolique.
- 1858 – Charles R. Darwin e Alfred Wallace propõem independentemente uma teoria sobre evolução biológica por meio da seleção natural (o processo é referido como ("descendência com modificação"; somente em edições posteriores de suas obras Darwin usou o termo "evolução").
- 1858 – Rudolf Virchow propõe que as células só podem surgir de células preexistentes ("Omnis cellula e cellulla"), complementando a Teoria Celular proposta por Schleiden e Schwann.
- 1864 – Louis Pasteur refuta a geração espontânea de vida celular em uma série de experimentos relatados em Mémoire Sur les corpuscules organisés qui existent dans l'atmosphère: Examen de la doctrine des générations spontanées.[4]
- 1865 – Gregor Mendel apresenta as descrições de seus experimentos sugerindo que em plantas de ervilha que a herança segue regras definidas (Versuche über Pflanzenhybriden).
- 1865 — Friedrich August Kekulé von Stradonitz descreve a estrutura em anel hexagonal do benzeno.
- 1869 – Friedrich Miescher descreve os ácidos nucleicos a partir dos seus estudos com neutrófilos em pus (artigo publicado no periódico Medicinisch-chemische Untersuchungen), referindo-se a uma substância que chamou de "nucleína", atualmente referida como ácido desoxirribonucleico, ou DNA.
- 1874 — Jacobus van 't Hoff e Joseph-Achille Le Bel propõem a representação estereoquímica tridimensional de moléculas orgânicas e a forma tetaédrica das ligações do átomo de carbono.
- 1876 – Oskar Hertwig e Hermann Fol descrevem independentemente a cariogamia na fecundação, a partir de estudos sobre ouriços-do-mar, observando a entrada do esperma no óvulo e a subsequente fusão dos núcleos do óvulo e do espermatozoide.
- 1884 – Emil Fischer começa sua análise detalhada das composições e estruturas dos açúcares.
- 1892 – Hans Driesch separa células de um embrião de ouriço-do-mar e mostra que cada célula se desenvolve em um indivíduo completo, refutando a teoria preformista e mostrando que cada célula é "totipotente", isto é, contém todas as informações hereditárias necessárias para formar um indivíduo.
- 1898 – Martinus Beijerinck usa experimentos de filtragem para mostrar que a doença do mosaico do tabaco é causada por algo menor que uma bactéria, que ele chama de vírus .

## 1900–1949
- 1900 – Hugo de Vries, Carl Correns e Erich von Tschermak redescobrem independentemente o artigo de Mendel sobre hereditariedade.
- 1902 – Walter Sutton e Theodor Boveri propõem independentemente que os cromossomos carregam a informação hereditária.
- 1905 – William Bateson usa o termo "genética" para descrever o estudo da herança biológica.
- 1906 – Mikhail Tsvet descobre a técnica de cromatografia para separação de compostos orgânicos.
- 1907 – Ivan Pavlov demonstra respostas condicionadas com cães salivando.
- 1907 – Hermann Emil Fischer sintetiza artificialmente cadeias de aminoácidos peptídicos e, assim, mostra que os aminoácidos nas proteínas estão conectados por ligações de grupo amino-ácido.
- 1909 - Wilhelm Johannsen cunha a palavra "gene".
- 1911 – Thomas Hunt Morgan propõe que os genes estão organizados linearmente nos cromossomos.
- 1922 – Aleksandr Oparin propõe que a atmosfera primitiva da Terra continha metano, amônia, hidrogênio e vapor de água, e que estes eram as matérias-primas para a origem da vida.
- 1926 – James B. Sumner mostra que a enzima urease é uma proteína.
- 1928 – Otto Diels e Kurt Alder descrevem a reação de cicloadição Diels-Alder.
- 1928 – Alexander Fleming descobre o primeiro antibiótico, a penicilina
- 1929 – Phoebus Levene descobre o açúcar desoxirribose em ácidos nucleicos.
- 1929 – Edward Doisy e Adolf Butenandt descobrem independentemente a estrona, o primeiro hormônio esteroide a ser descrito.
- 1930 – John Howard Northrop prova que a enzima pepsina é uma proteína.
- 1931 – Adolf Butenandt descreve a androsterona.
- 1932 – Hans Adolf Krebs descreve o ciclo da ureia.
- 1933 – Tadeus Reichstein sintetiza artificialmente a vitamina C; primeira síntese de vitaminas.
- 1935 – Rudolf Schoenheimer descreve o sistema de armazenamento de gordura de ratos utilizando deutério como marcador.
- 1935 – Wendell Stanley cristaliza o vírus do mosaico do tabaco .
- 1935 – Konrad Lorenz descreve o comportamento de imprinting de pássaros jovens.
- 1937 – Dorothy Crowfoot Hodgkin descreve a estrutura tridimensional do colesterol.
- 1937 – Hans Adolf Krebs descreve o ciclo do ácido tricarboxílico .
- 1937 – Theodosius Dobzhansky aplica a teoria cromossômica e a genética de populações a populações naturais em Genética e Origem das Espécies, considerado o primeiro trabalho maduro do neodarwinismo, também chamado de síntese moderna, termo cunhado por Julian Huxley .
- 1938 – Marjorie Courtenay-Latimer descobre um celacanto vivo na costa do sul da África.
- 1940 – Donald Griffin e Robert Galambos descrevem a ecolocalização por morcegos .
- 1942 – Max Delbrück e Salvador Luria demonstram que a resistência bacteriana à infecção por vírus é causada por mutação aleatória e não por mudança adaptativa.
- 1944 – Oswald Avery mostra que o DNA carrega a informação hereditária em pneumococos.
- 1944 – Robert Burns Woodward e William von Eggers Doering sintetizam artificialmente a quinina, amplamente utilizada como tratamento para a malária, sob a pressão da Segunda Guerra Mundial.
- 1945 – Dorothy Crowfoot Hodgkin descreve a estrutura tridimensional da penicilina.
- 1948 – Erwin Chargaff mostra que no DNA o número de unidades de guanina é igual ao número de unidades de citosina e o número de unidades de adenina é igual ao número de unidades de timina.

## 1950-1989
- 1951 – O grupo de pesquisas de Robert Robinson e John Cornforth (Oxford University) publica a síntese de colesterol e o grupo de Robert Woodward descreve a síntese da cortisona.
- 1951 – Sanger, Tuppy e Thompson completam a análise cromatográfica da sequência de aminoácidos da insulina.
- 1952 – Robert Briggs e Thomas King produzem o primeiro clone de vertebrados, transplantando núcleos de embriões de sapo para ovos desnucleados. Evidência de que quanto mais diferenciadas estivessem as células, menos elas conseguiam controlar o desenvolvimento do ovo.
- 1952 – Alfred Hershey e Martha Chase demonstram que o material genético dos vírus bacteriófagos é DNA.
- 1952 – Rosalind Franklin conclui que o DNA consiste em uma dupla hélice com diâmetro de 2nm estruturada por um esqueleto externo de açúcar e fosfato, com base em estudos de difração de raio X, e suspeita que as duas fitas apresentavam algum tipo de relação peculiar entre si.
- 1953 – James D. Watson e Francis Crick publicam um artigo descrevendo a estrutura em dupla-hélice do DNA, com um esqueleto externo de açúcar-fosfato em duas fitas antiparalelas, com base nos dados não publicados de Rosalind Franklin, e propõem um mecanismo pelo qual a molécula poderia se autoreplicar e servir para transmitir informação genética[5]. Seu artigo, somado ao experimento de Hershey-Chase e aos dados de Chargaff sobre nucleotídeos, produzem um argumento sólido de que o DNA, e não proteínas, seria o material que carrega a informação genética.
- 1953 – Stanley Miller demonstra que aminoácidos podem ser produzidos disparando descargas elétricas artificiais contra recipientes contendo água, metano, amônia e hidrogênio.
- 1954 – Dorothy Crowfoot Hodgkin descreve a estrutura tridimensional da vitamina B12.
- 1955 – Marianne Grunberg-Manago e Severo Ochoa descrevem a primeira enzima que liga nucleotídeos para formar ácidos nucleicos (polinucleotídeo fosforilase).
- 1955 – Arthur Kornberg descobre as polimerases de DNA.
- 1956 – Rita Levi-Montalcini e Stanley Cohen isolam o fator de crescimento nervoso (Nerve growth factor, NGF).
- 1958 – John Gurdon usa a técnica de transplante nuclear para clonar um sapo Xenopus; primeira clonagem de um vertebrado utilizando núcleo de uma célula adulta completamente diferenciada.
- 1958 – Matthew Stanley Meselson e Franklin W. Stahl demonstram que a replicação do DNA é semiconservativa.
- 1959 – Max Perutz propõe um modelo estrutural da hemoglobina oxigenada.
- 1960 – John Kendrew descreve a estrutura da myoglobin.
- 1960 – Quatro pesquisadores (S. Weiss, J. Hurwitz, Audrey Stevens e J. Bonner) descobrem independentemente a RNA polimerase bacteriana, que polimeriza nucleotídeos a partir das instruções do DNA.
- 1960 – Robert Woodward descreve a síntese da clorofila.
- 1961 – J. Heinrich Matthaei desvenda o primeiro codon do código genético (o códon para o aminoácido fenilalanina) usando o sistema enzimático de Grunberg-Manago para produzir polinucleotídeos.
- 1961 – Joan Oró descobre que soluções concentradas de cianeto de amônia podem produzir o nucleotídeo adenina. Esta descoberta foi relevante para hipóteses sobre a origem da vida.
- 1966 – Tradução do código genético finalizada, através de tentativa-e-erro.
- 1966 – Kimishige Ishizaka descreve um novo tipo de imunoglobulina, IgE, associada a alergia, e explica mecanismos de reações alérgicas em níveis celular e molecular.
- 1966 – Lynn Margulis propõe a teoria da endossimbiose, segundo a qual a célula eucariótica resultou de uma união simbiótica de células procarióticas primitivas.
- 1968 – Fred Sanger descreve um processo utilizando fósforo radioativo para identificar através de cromatografia uma sequência de RNA de 120 bases.
- 1969 – Dorothy Crowfoot Hodgkin descreve a estrutura tridimensional da insulina.
- 1970 – Hamilton Smith e Daniel Nathans identificam as enzimas de restrição de DNA.
- 1970 – Howard Temin e David Baltimore descrevem independentemente as enzimas transcriptases reversas.
- 1972 – Albert Eschenmoser e Robert Woodward sintetizam artificialmente a vitamina B12.
- 1972 – Stephen Jay Gould e Niles Eldredge propõem a hipótese de equilíbrio pontuado, segundo a qual o registro fóssil é uma representação acurada das taxas de evolução, com longos períodos de "estase" (pouca mudança) pontuados por breves períodos de rápidas mudanças e especiação (dada uma linhagem).
- 1972 – Seymour Jonathan Singer e Garth L. Nicholson desenvolvem o modelo do mosaico fluido da membrana celular.
- 1974 – Manfred Eigen e Manfred Sumper demonstram que misturas de monômeros de nucleotídeos e replicase de RNA produzem moléculas de RNA que se replicam, sofrem mutações, e evoluem.
- 1974 – Leslie Orgel demonstra que o RNA pode se replicar na ausência de replicase, e que zinco auxilia esse processo.
- 1977 – John Corliss e dez coautores descrevem comunidades de animais baseadas em sistemas quimiossintéticos, localizadas próximas a fontes hidrotermais no mar de Galápagos.[6]
- 1977 – Walter Gilbert e Allan Maxam descrevem uma técnica de sequenciamento rápida de DNA utilizando clonagem e eletroforese em gel.
- 1977 – Frederick Sanger e Alan Coulson descrevem uma técnica de sequenciamento rápido utilizando dideoxinucleotídeos e eletroforese em gel.
- 1978 – Frederick Sanger publica a sequência de 5386 pares de base do vírus PhiX174; primeiro sequenciamento de um genoma completo.
- 1982 – Stanley B. Prusiner propõe a existência de proteínas infecciosas, prions.
- 1983 – Kary Mullis desenvolve a "PCR" (reação em cadeia da polimerase), um método automatizado para copiar rapidamente sequências de DNA. O uso da reação de PCR aliada ao método de sequenciamento desenvolvido por Sanger foi a principal forma utilizada para determinar sequências de material genético até os anos 2000.
- 1984 – Alec Jeffreys propõe um método de fingerprinting genético (identificação genética).

## 1990-presente
- 1990 – French Anderson e colaboradores conduzem a primeira terapia gênica aprovada em um paciente humano
- 1990 – Napoli, Lemieux e Jorgensen descobrem o RNA interferente em experimentos sobre coloração de petúnias .
- 1995 – Publicação do primeiro genoma completo de um organismo de vida livre.
- 1996 –  Publicação da primeira clonagem de um mamífero adulto, a ovelha Dolly.
- 1998 – Mello e Fire publicam seu trabalho sobre RNAi em C. elegans, pelo qual dividiram o Prêmio Nobel de Fisiologia ou Medicina de 2006.
- 2001 – Publicação dos primeiros rascunhos do genoma humano completo (Craig Venter).
- 2002 – Primeira produção artificial de um vírus da poliomielite em camundongos.
- 2007 – Comercialização das ferramentas de sequenciamento de última geração da Illumina.
- 2012 – Utilização do CRISPR-Cas9 como ferramenta de biotecnologia de edição de DNA.